# 북방여우
북방여우(학명: Vulpes vulpes schrenckii)는 홋카이도에만 서식하는 붉은여우의 아종으로 일본 본토에서는 일본여우라는 아종이 서식한다. 주로 잡식성이지만 토끼나 쥐, 작은 새등을 잡아먹고 산다.